# Ищенко, Александр Иванович
Александр Иванович Ищенко (род. 28 сентября 1926 года, теперь Российская Федерация) — украинский советский деятель, 1-й секретарь Сумского обкома КПУ. Депутат Верховного Совета СССР 8-9-го созывов. Депутат Верховного Совета УССР 7-го созыва член президии. Член ЦК КПУ в 1971—1976 г..

## Биография
В 1943—1945 г. — служил в Красной армии, участник Великой Отечественной войны.
После демобилизации учился в техникуме.
Член ВКП(б) с 1947 года.
В 1953 году окончил Харьковский институт механизации и электрификации сельского хозяйства.
В 1953 — январе 1963 г. — ассистент института, секретарь районного комитета КПУ, директор машинно-тракторной станции, инструктор ЦК КПУ.
В январе 1963 — декабре 1964 г. — 2-й секретарь Сумского сельского областного комитета КПУ.
В декабре 1964 — июне 1967 г. — секретарь Сумского областного комитета КПУ.
В июне 1967 — апреле 1975 г. — 1-й секретарь Сумского областного комитета КПУ.
В мае 1975 — январе 1986 — заместитель председателя Государственного комитета УССР «Укрсельхозтехника».

## Награды
- Награждён орденами Ленина, Октябрьской революции, Трудового Красного Знамени, «Знак Почёта», Отечественной войны I степени, «За мужність» III степени.
- Награждён 20 медалями, в том числе «За оборону Советского Заполярья», «За победу над Германией в Великой Отечественной войне 1941-1945г»,
- В 2006 году награждён Почётной грамотой Верховной Рады Украины.